# Šiljoglavke
Šiljoglavke (lat. Echinorhinidae) porodica morskih pasa kojoj pripadaju samo dvije slabo poznate vrste jer žive u dubinama od najmanje 10 pa do 900 metara (pas zvjezdaš) odnosno 1 100 metara, Echinorhinus cookei, često na ili blizu morskog dna.
Makasimalno narastu do 4 metra dužine
Hrvatski naziv porodice  Echinorhinidae je šiljoglavke a reda Echinorhiniformes, morski psi zvjezdaši.

## Vrste
1. Echinorhinus brucus (Bonnaterre, 1788)
2. Echinorhinus cookei Pietschmann, 1928

## Vanjske poveznice
|  | Zajednički poslužitelj ima još gradiva o temi Echinorhinus |
|  | Wikivrste imaju podatke o taksonu Echinorhinus             |